# 臺中巨蛋
臺中巨蛋（英語：Taichung Arena），是中華民國臺中市興建的巨蛋，位於北屯區十四期重劃區由環中路、榮德路、崇德十九路、同榮東路圍起來的「文中小6用地」，鄰近洲際棒球文創園區。占地6.9公頃，預計興建一座可容納15,500人的巨蛋體育館（主場館）、副場館、地下停車空間、商場以及學校，總經費新台幣124億元，工期預計六年半完工。

## 歷史
臺中巨蛋最早在1990年代，由台灣省政府教育廳規劃台中巨蛋於七期重劃區內（今文心森林公園），預定興建容納二萬五千人體育館，但最終教育部因和體委會無法達成共識，而決定取消該規劃案。
之後臺中市政府提出於台中水湳經貿生態園區興建巨蛋，但因為整體建蔽率超過8%，在2013年改到十四期重劃區環中路、松竹路路口處。2014年7月與2015年一共編列新台幣5500萬先期規劃費，將先委託專案管理公司，進行小巨蛋先期規劃及建築師遴選作業。原計畫成為2019年東亞青年運動會開幕場地。
2014年底林佳龍市府團隊上任後，將預定地改至十一期重劃區之崇德路、松竹路路口處的文教7用地併公園25用地。2017年11月，臺中市政府建設局辦理BOT招商作業。
2018年底盧秀燕當選市長後，宣布計畫將巨蛋預定地再次變更地點，2019年3月運動局將臺中巨蛋興建案改至原足球園區預定地的「文中小6用地」。
2020年1月7日，臺中市都發局公佈此案以類國際競圖方式辦理，須以國內開業建築師事務所為代表廠商。同年7月20日，由日本知名建築師隈研吾建築都市設計事務所與台灣九典聯合建築師事務所組成的台日合作建築師團隊獲選為最優勝廠商。2021年3月，辦理環評說明會，同年9月通過環評小組初審，將主場館與副場館列為第一期興建、實驗小學為第二期、BOT商場配合後續招商列為第三期，預計年底前送交環評大會審查。
2023年3月22日台中市議會通過預算，巨蛋預算原先65億元再增35.08億，總共99.98億元，內部裝修等24億多元未來將採ROT方式補足。
2024年1月8日，台中巨蛋歷經8度流標，2023年11月終於決標，中市府與得標的麗明營造正式簽約，同年6月正式動工，預計2030年完工啟用。

## 外部連結
- 臺中市巨蛋體育館興建工程 （页面存档备份，存于）